# Belle White
Isabel „Belle“ Mary White, nach Heirat Edwards, (* 1. September 1894 in Willesden, Greater London; † 24. Juni 1972 in Muswell Hill, Greater London) war eine britische Wasserspringerin. Sie gewann eine olympische Bronzemedaille und war die erste Europameisterin Im Turmspringen.

## Karriere
Belle White trat 1912 bei den Olympischen Spielen in Stockholm zum ersten olympischen Wettbewerb im Wasserspringen für Frauen überhaupt an. Im Vorkampf mussten insgesamt zwei Sprünge vom Fünf-Meter-Turm und drei Sprünge vom Zehn-Meter-Turm gezeigt werden. Von den 14 Starterinnen waren 12 aus Schweden, Belle White erreichte als einzige Nicht-Schwedin das Finale der besten acht Springerinnen. Im Endkampf wurden sieben Sprünge gezeigt, es siegte Greta Johansson vor Lisa Regnell, Belle White erreichte den dritten Platz.
Acht Jahre später mussten bei den Olympischen Spielen 1920 in Antwerpen im Turmspringen vier Sprünge in der Qualifikation absolviert werden, zwei vom Vier-Meter-Turm und zwei vom Acht-Meter-Turm. White erreichte das Finale als Dritte ihrer Vorrundengruppe. Im Endkampf wurden erneut vier Sprünge vorgeführt. Belle White belegte den vierten Platz. Vier Jahre später bei den Olympischen Spielen 1924 in Paris wurden im Turmspringen im Vorkampf und im Finale jeweils vier Sprünge vom Fünf-Meter-Turm und vom Zehn-Meter-Turm vorgeführt. White erreichte den Endkampf als Zweite ihrer Vorrundengruppe, belegte dann aber den sechsten  und letzten Platz.
1926 bei den ersten Europameisterschaften wurden nur Wettbewerbe für Männer angeboten. Im Jahr darauf bei den Europameisterschaften 1927 in Bologna standen erstmals auch Wettbewerbe für Frauen auf dem Programm. Belle White siegte im Turmspringen vor der Französin Irène Savollon und der Schwedin Eva Olliwier. 1928 nahm White zum vierten Mal an Olympischen Spielen teil. Als Vierte ihrer Vorrundengruppe verpasste sie knapp den Einzug ins Finale.
Nach vier Olympiateilnahmen und dem Gewinn von sechs nationalen Meisterschaften beendete Belle White ihre aktive Laufbahn und wurde Vizepräsidentin des britischen Wassersprung-Verbandes. Bei den Olympischen Spielen 1948 war sie als Punktrichterin dabei.